# De geheimzinnige roverhoofdman
Tom Poes en de geheimzinnige roverhoofdman of kortweg De geheimzinnige roverhoofdman is het vierde verhaal van Marten Toonder uit de Bommelsaga-reeks. In dit verhaal debuteren politiecommissaris Bulle Bas en brigadier Snuf.
De eerste aflevering verscheen op 14 augustus 1941 en het verhaal liep tot 14 september 1941 in stroken in De Telegraaf. In 2008 begon De Bezige Bij met het uitgeven van de Bommelsaga-reeks in 60 delen. De boeken kregen een oblongformaat, wat Toonder het ideale formaat vond voor zijn verhalen.

## Samenvatting
Tom Poes en zijn buurman Wolle Waf maken zich zorgen over een roversbende die Rommeldam en omgeving onveilig maakt. 's Avonds vraagt een reiziger, Robert Rood, onderdak bij Tom Poes. 's Morgens is Robert vastgebonden en het huisje leeggehaald. Wolle Waf vreest hetzelfde en zegt dat hij zijn inboedel bij een grenspaal gaat verstoppen (wat hij niet werkelijk doet), in de hoop dat de rovers ervan horen en bij de grenspaal kunnen worden betrapt. Robert zal intussen in het huisje van Wolle Waf blijven. Bij de grenspaal wordt inderdaad iemand aangetroffen, maar het is Heer Bommel in vermomming, die de rovers ook wilde betrappen. Bij terugkomst blijkt dat de bende het huisje van Wolle Waf heeft leeggehaald, en Robert is opnieuw vastgebonden. Tom Poes besluit met een zak zand op pad te gaan, in de hoop dat de rovers daarop af komen. Dat lukt, Tom Poes wordt overvallen en meegenomen naar het hol van de rovers. Heer Bommel en Wolle Waf volgen hem, zodat ze weten waar de rovers zich schuil houden. De gewaarschuwde politie overvalt het rovershol. Het blijkt dat een van de rovers een oude bekende is.
De naam van Robert Rood is kennelijk ontleend aan Robin Hood.

## Achtergrond
Het thema is list en tegenlist.

## Voetnoot
1. ↑  Tom Poes en de geheimzinnige roverhoofdman | De Bommel schatkamer. www.heerbommel.info. Geraadpleegd op 24 september 2023.
2. ↑  Alle verhalen van Olivier B. Bommel en Tom Poes – Lux et Dies. luxetdies.nl. Geraadpleegd op 24 september 2023.